# Падане на Галиполи
Падането на Галиполи е обсадата и превземането на крепостта и полуостров Галиполи от османските турци през март 1354 година. След половин век поражения от ръцете на османците Византийската империя е загубила почти всичките си владения в Анатолия, с изключение на Филаделфия. Достъпът до Бяло и Мраморно море означава, че османците вече могат да завладеят Южните Балкани и да напреднат по-на север в Сръбската империя и Унгария.

## Завоевание
По време на Византийската гражданска война от 1352 – 1357 година турски наемници, съюзени с император Йоан VI Кантакузин, ограбват по-голямата част от Византийска Тракия и около 1352 година получават малката крепост Цимпе близо до Галиполи. На 2 март 1354 година районът е ударен от земетресение, което разрушава стотици села и градове. Почти всяка сграда в Галиполи е разрушена, което кара жителите му да го напуснат. В рамките на месец Сюлейман паша Гази завзема мястото, бързо го укрепва и го заселва с турски семейства, доведени от Анатолия.

## Последици
Йоан VI предлага пари на османския султан Орхан I, за да освободи града, но получава отказ. Според съобщенията султанът казва, че не е превзел града със сила и не може да се откаже от нещо, което му е било „дадено от Аллах“. Паника се разпространява в Константинопол, тъй като мнозина вярват, че турците скоро ще дойдат за самия град. Поради това позицията на Кантакузин става нестабилна и той е свален от престола през ноември 1354 година.
Галиполи става основен плацдарм към Европа, през който османците улесняват по-нататъшното си разширяване в Европа. Турците започват кампании в цялата провинция и за по-малко от десет години почти цяла Византийска Тракия пада под турските ръце, включително Адрианопол.